# كاميلي يفبفر
كاميلي يفبفر هو مبشر كندي، ولد في 14 فبراير 1831 في مونتيريجي في كندا، وتوفي في 28 يناير 1895 في ميمرامكوك في كندا.